# یواس‌اس پترسون (دی‌دی-۹۶۹)
یواس‌اس پترسون (دی‌دی-۹۶۹) (به انگلیسی: USS Peterson (DD-969)) یک کشتی بود که طول آن 529 ft (161 m) waterline; 563 ft (172 m) overall بود. این کشتی در سال ۱۹۷۵ ساخته شد.